# Dmitrij Aleksandrovič Klemenc
Dmitrij Aleksandrovič Klemenc, in russo, Дмитрий Александрович Клеменц (Gorjainovka, 27 dicembre 1848 – Mosca, 21 gennaio 1914), è stato un rivoluzionario, etnografo e archeologo russo.

## Biografia
Era il figlio di un proprietario terriero appartenente alla piccola nobiltà. Il padre, di lontana origine tedesca, impoverito, come altri della sua condizione, dalla riforma del 1861 e dal desiderio di mantenere un livello di vita superiore alle sue possibilità, sfruttava i suoi contadini e ne era odiato. Dmitrij Aleksandrovič si convinse, dall'esperienza della sua famiglia, della necessità di una rivoluzione contadina.
Finiti il ginnasio a Samara, dove aveva conosciuto il Che fare? di Černyševskij, l'illegale «Kolokol» di Herzen, gli scritti del materialismo positivistico tedesco e la poca letteratura clandestina allora circolante, nel 1866 s'iscrisse alla Facoltà di Fisica e Matematica dell'Università di Kazan' mantenendosi stentatamente con lezioni private e traduzioni. Nel 1870 passò in quella di Pietroburgo e nella capitale entrò a far parte del circolo Čajkovskij.
Il gruppo di Čajkovskij si occupava della raccolta, duplicazione e distribuzione di scritti, legali e illegali, utili alla propaganda rivoluzionaria populista. Nel 1877 Klemenc scriverà al suo fondatore, Nikolaj Čajkovskij: «nella mia vita mi è capitato di vedere molta gente, ma più pulita e migliore del vostro gruppo, qual era al momento del suo fiore, non l'ho mai vista. In quella nostra unione eravamo molto forti, forti dell'influenza morale che esercitavamo gli uni sugli altri».

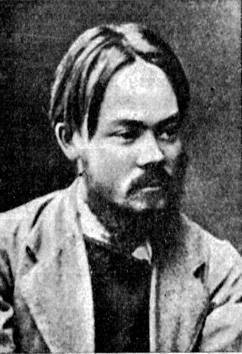
Dmitrij Klemenc

Con Sinegub e Čarušin, dalla fine del 1872 fece propaganda tra gli operai di Pietroburgo, e la proseguì con Kravčinskij. Individuato dalla polizia, nel 1874 si rifugiò a Mosca, dove visse sotto falso nome, finché in quell'estate «andò al popolo», girando tra i villaggi delle gubernija di Simbirsk, Samara e lungo la Volga. Vestito da contadino, si guadagnò da vivere praticando diversi lavori manuali.
Per sottrarsi a un tentativo di arresto, nel giugno del 1875 emigrò all'estero e visse per qualche mese a Berlino e a Parigi. In autunno tornò illegalmente in Russia e poi si unì ai ribelli che in Erzegovina lottavano contro la dominazione turca. Trasferitosi ancora in Occidente, visse a Ginevra e a Parigi, collaborando con il «Vperëd !» di Lavrov e all'«Obščina» di Dragomanov. Nel 1878, tornato in Russia, si stabilì a Pietroburgo e aderì a Zemlja i Volja, collaborando anonimamente alla rivista democratica «Otečestvennye zapiski».
Klemenc fu arrestato nel marzo del 1879 a seguito della delazione dell'infiltrato Rejnštein. Dopo più di due anni di carcere, fu condannato a un confino di cinque anni in Siberia, a Minusinsk. Qui conobbe Nikolaj Mart'janov, fondatore del locale museo etnografico, con il quale collaborò alla sistemazione dei reperti, e divenne redattore della «Sibirskaja gazeta» (La gazzetta della Siberia), ove scrisse articoli, poesie e satire. Dal 1883 prese parte a spedizioni geografiche ed etnografiche che interessarono i monti Sajan, il fiume Mrassu, i laghi Teleckoe e Tere-Chol'. Su un'isola di questo lago scoprì le rovine di una fortezza. Pubblicò i risultati delle sue esplorazioni nel 1886 e ottenne la nomina di membro corrispondente della Società Geografica di Mosca e poi quella di membro della Società dei Naturalisti.
Apparentemente disinteressato alla politica, nel 1897 si trasferì a Pietroburgo e vi divenne direttore del Museo di Antropologia ed Etnografia. Collaborò alla rivista «Russkoe bogatstvo» (Русское богатство, la ricchezza russa). Nel 1910 si ritirò in pensione, stabilendosi a Mosca, dove morì nel 1914.